# Sidste time
Sidste time er en dansk ungdoms-Slasherfilm fra 1995, instrueret af Martin Schmidt. Manuskriptet er skrevet af Dennis Jürgensen, der lidt usædvanligt har skrevet historien direkte til filmen, som først efterfølgende er skrevet til bogform. Filmens titelsang "Sidste time", var skrevet af Elisabeth og indspillet af Søs Fenger.

## Handling
Syv elever fra 3. g er kaldt til samtale lige før weekenden uden at vide hvorfor. Da det går op for dem, at de faktisk holdes indespærret i klasselokalet, tror de først, at de er ofre for en joke. Men det går hurtigt op for dem, at en mystisk og vanvittig morder stræber dem efter livet. Der sættes fokus på deres indbyrdes forhold - i takt med, at de bliver færre og færre...

## Medvirkende
- Peter Jorde - Micky Holm
- Rikke Louise Andersson - Inga
- Tomas Villum Jensen
- Ken Vedsegaard
- Karl Bille
- Laura Drasbæk
- Stig Hoffmeyer
- Mari-Anne Jespersen
- Tom McEwan
- Peter Rygaard
- Henrik Larsen
- Thomas Bo Larsen